# Gaullo-mitterrandisme
Le gaullo-mitterrandisme est le nom donné à une doctrine diplomatique et géopolitique soutenue par Charles de Gaulle et par François Mitterrand, qui promeut l'indépendance stratégique de la France, son non-alignement et sa possession de l'arme atomique.

## Concept

### Idéologie et valeurs
Le gaullo-mitterrandisme découle d'une conception de la France comme un pays dépassant son seul statut de nation occidentale. Elle refuse le rattachement de la France au leadership occidental des États-Unis et cherche à augmenter les marges de manœuvre française à l'égard de ses alliés. Elle consiste au refus de l'alignement sur un bloc, quel qu'il soit.
Les points essentiels de cette doctrine sont l'autonomie stratégique de la France et la possession de l'arme atomique. Elle suppose un sentiment de fraternité entre les peuples et une volonté d'aide au Tiers monde. Cette doctrine considère que la France doit conserver une politique arabe. Elle défend l'existence d'une entité légale pour la Palestine. Le gaullo-mitterrandisme promeut la nécessité de maintenir des relations politiques et culturelles étroites avec l'aire d'influence historique de la France.
La doctrine fait l'objet de recherches académiques multiples qui visent à éclairer sa pratique dans la politique étrangère de la France.

### Acteurs
Plusieurs personnalités politiques se sont réclamées de la doctrine, parmi lesquels Sylvie Goulard, Jean-Pierre Chevènement, Hervé Gaymard et Hubert Védrine. Jean de Gliniasty remarque toutefois que les gaullo-mitterrandiens peuvent diverger sur certains points, certains considérant l'Union européenne comme une occasion de renforcement du rôle de la France dans le monde, ou d'autres mettant l'accent sur le volet militaire de la stratégie française. Le géopolitologue Pascal Boniface considère Jean-Luc Mélenchon et Emmanuel Macron comme deux figures contemporaines du gaullo-mitterrandisme, en remarquant une tempérance plus forte chez Macron que chez Mélenchon.

## Histoire
Le terme est créé par Hubert Védrine lors du premier septennat de François Mitterrand pour indiquer la forme de continuité entre le président de Gaulle et le président Mitterrand. Ce dernier aurait perpétué et adapté la doctrine gaulliste à travers sa politique étrangère : soutien à un État palestinien, politique arabe, refus d'abandon de l'arme nucléaire.
Avant Mitterrand, Frédéric Encel considère que Valéry Giscard d'Estaing, étant le seul chef d’État étranger à participer à l'ouverture des Jeux Olympiques de Moscou et continuant une politique d'influence de la culture française dans le monde, poursuivait une veine gaullo-mitterrandienne.
Pascal Boniface soutient que Jacques Chirac et Nicolas Sarkozy auraient adapté le gaullo-mitterrandisme en le poursuivant, quoique de manière moins forte que leurs prédécesseurs ; Hubert Védrine considère lui que Nicolas Sarkozy a en grande partie rompu avec cette école pour se rapprocher des néoconservateurs. Boniface considère que François Hollande n'a été ni gaullo-mitterrandien, ni néoconservateur. Emmanuel Macron s'est lui distingué du camp des néoconservateurs en appelant à un retour au gaullo-mitterrandisme.

## Critique et débats

### Critique néoconservatrice
Justin Vaïsse remarque que la doctrine gaullo-mitterrandienne est, au tournant des années 2000, critiquée comme ringarde par beaucoup de diplomates du Quai d'Orsay.
Le gaullo-mitterrandisme est critiqué par les néoconservateurs, qui le considèrent dépassé. Alors que les néoconservateurs soutenaient l'intervention en Irak en 2003, les gaullo-mitterrandiens s'y refusaient. Bruno Tertrais, proche des néoconservateurs, condamne le gaullo-mitterrandisme comme le « masque de postures contestables », critiquant son « cynisme vis-à-vis des droits de l'homme, au nom du "réalisme" » et son « paternalisme affairiste de notre politique africaine ».

### Un concept philosophique plus que pratique
Pascal Boniface soutient que « le gaullo-mitterrandisme n’est ni un code fixe ni un manuel que l’on consulte avant de prendre une décision, mais davantage une philosophie globale et une certaine vision du rôle et de l’action de la France au sein d’un monde en mutation ». Emmanuel Macron déclare que le gaullo-mitterrandisme consiste en « la recherche d'un champ, d'une focale, éloigne du quotidien et installe un rapport différent à l'actualité », et qu'il « suppose d’entretenir un rapport fort aux idées et à la lecture du monde ».

### Un concept aux contours flous
Le gaullo-mitterrandisme est parfois critiqué pour son caractère flou. Sa doctrine est peu définie par la recherche. Jacques Audibert, conseiller diplomatique du président Hollande, répondait à la question de l'essence du gaullo-mitterrandisme : « Je ne sais pas. Pour moi, c'est une posture, une tautologie. Si ça consiste à penser que la France est un grand pays qui doit faire valoir sa souveraineté, qui ne pense pas ça ? ».
L'ambassadeur français Michel Duclos abonde en soulignant que le gaullo-mitterrandisme ne prescrit ni le non-interventionnisme, ni l'interventionnisme ; l'interventionnisme n'étant pas une caractéristique exclusive du néoconservatisme, car le président Mitterrand a organisé plus de trente interventions militaires à l'étranger sous sa présidence.